# Mannque Rho
Mannque Rho, né le 14 décembre 1936 à Hamyang, en Corée, est un physicien théoricien sud-coréen. Il a contribué à la physique théorique nucléaire/hadrons et a suggéré la mise à l'échelle de Brown-Rho avec Gerald E. Brown, qui prédit comment la masse des hadrons disparaît dans des environnements chauds et denses.  

## Naissance et éducation
Mannque Rho est né  le 14 décembre 1936 à Hamyang, dans le Gyeongsang du Sud, en Corée sous domination japonaise. Il est diplômé de Kyunggi High School et a commencé ses études universitaires au département de sciences politiques de l'Université nationale de Séoul. Après cela, il a déménagé aux États-Unis et est entré à l'Université Clark. Au début, il s’était inscrit à l’étude pré-médicale, mais a ensuite passé sa majeure en chimie et a obtenu son baccalauréat universitaire en 1960. Au cours de ses études universitaires, il a assisté à des conférences sur la structure des noyaux de Ben Roy Mottelson et Niels Bohr, en visite à l'université à cette époque. Il en a été affecté, ce qui l’a amené à étudier la physique des hadrons. Il a obtenu son doctorat en physique nucléaire de l'Université de Californie à Berkeley en 1965. L'année suivante, il s'est rendu au CEA Saclay, en France, a rencontré sa future épouse (allemande) et a décidé de s'installer en France. Il est devenu professeur de l'Institut de Physique Théorique et y est depuis. 
Il a occupé de nombreux postes intéressants et a été quatre fois professeur invité à l'Université d’État de New York à Stony Brook entre 1973 et 1989. Il a été professeur à la School of Physics du Korea Institute for Advanced Study de 2002 à 2003. Rho a reçu un doctorat honoris causa en sciences de son alma mater l'Université Clark en 2003. Il est actuellement (quand ?) professeur de recherche en physique théorique, « Expert senior du CEA » et conseiller scientifique au CEA Saclay, en France, et également professeur de chaire de l'Université Hanyang, en Corée du Sud, à partir de 2009. 

## Recherche
Rho est connu pour ses travaux sur les propriétés des hadrons dans les environnements normaux et extrêmes présents dans les noyaux lourds, les collisions relativistes d’ions lourds et les étoiles compactes. Au début des années 1970, il a commencé à étudier la symétrie chirale de la chromodynamique quantique (CDQ) en milieu nucléaire. La CDQ était mal comprise à l'époque et il a expliqué comment la symétrie chirale apparaît dans la structure nucléaire. En 1979, Gerald E. Brown et lui-même ont implémenté la symétrie chirale dans une théorie effective du nucléon sous la forme d'un modèle de sac chiral selon lequel les quarks existent librement dans un sac entouré d'un nuage de pions. En 1991, Rho et Brown ont établi une propriété de mise à l'échelle des hadrons dans un milieu chaud et dense, connue aujourd'hui sous le nom de mise à l'échelle de Brown-Rho, qui prédit la disparition de la masse des hadrons dans des environnements chauds (univers précoce) et denses (étoile à neutrons). 
La mise à l'échelle de Brown-Rho a été testée expérimentalement dans plusieurs processus électrofaibles impliquant des noyaux lourds. Il a expliqué les expériences du CERN sur les ions lourds sur la production de dileptons et devrait expliquer certaines caractéristiques des expériences du RHIC. Pour la physique des astro-hadrons, il est possible d'expliquer les explosions de supernovae et la structure des étoiles compactes. Rho travaille actuellement (quand ?) sur les propriétés de la CDQ hadronique superdense et la physique des astro-hadrons. 